# عقرب اليمن
عقرب اليمن أو نيبو فلافيبس (الاسم العلمي: Nebo flavipes)، هو نوع من العقارب، طائفة عنكبيات تتبع فصيلة شبدعيات جنس نيبو.

## الوصف
يمكن أن يصل طول عقرب نيبو فلافيبس إلى نحو 90-100 ملم في الإناث.

## الانتشار
يتواجد هذا العقرب في منطقة الشرق الأوسط، موطنه الأصلي اليمن، يعيش تحت الصخور وفي الصحاري والأراضي شبه القاحلة.